# Rybníček u Michnovky
Rybníček u Michnovky o vodní ploše 0,32 ha, někdy nazývaný též Nebesáček, se nalézá na západním okraji osady Michnovka v okrese Hradec Králové. U rybníčka se nalézá klubovna zdejšího mysliveckého spolku a v roce 2014 vybudovaná boží muka. Jedná se o nebeský rybník bez vlastního přítoku vody závislý především na zimních srážkách. Myslivci rybníček využívají pro chov ryb.

## Galerie

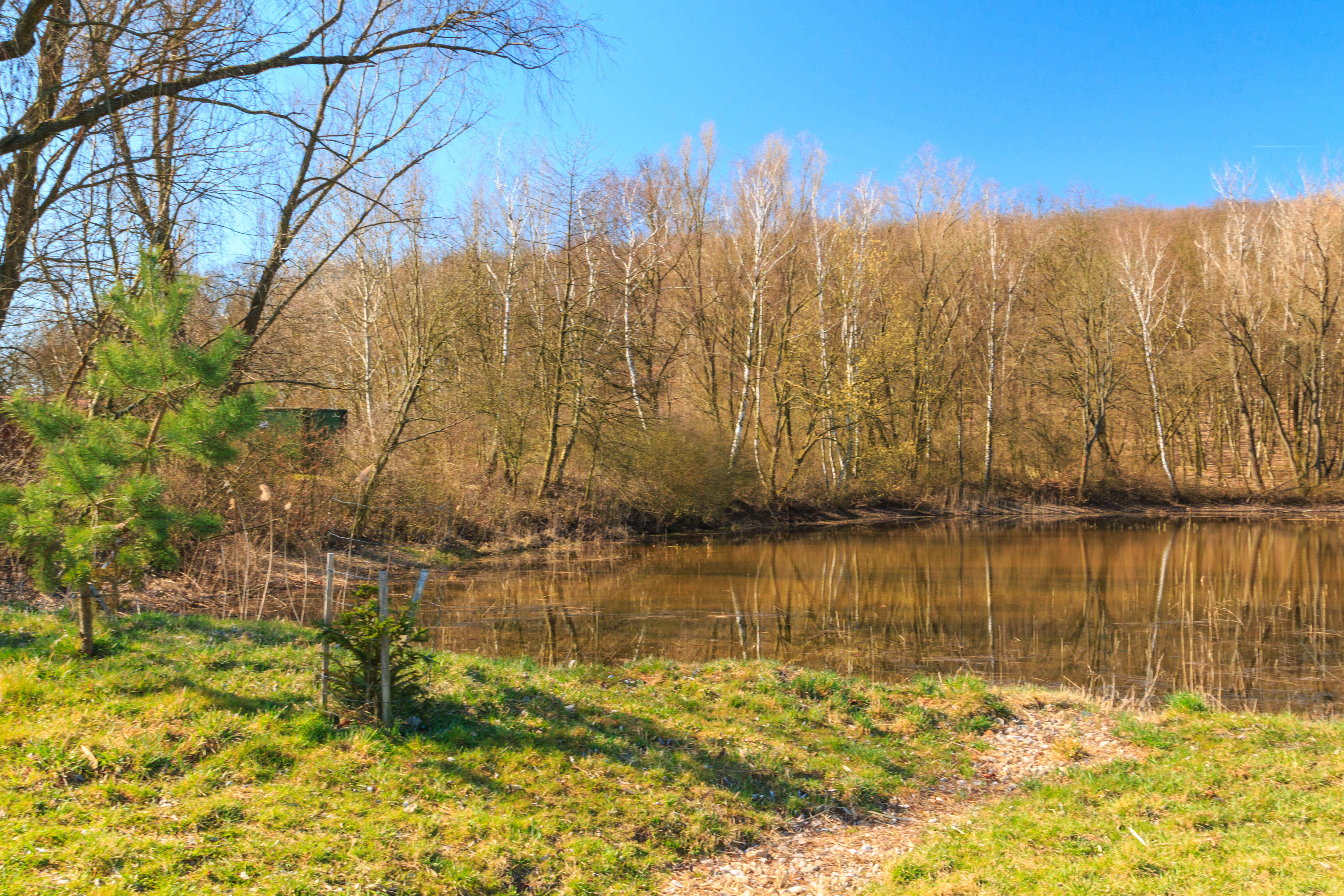
Rybníček u Michnovky
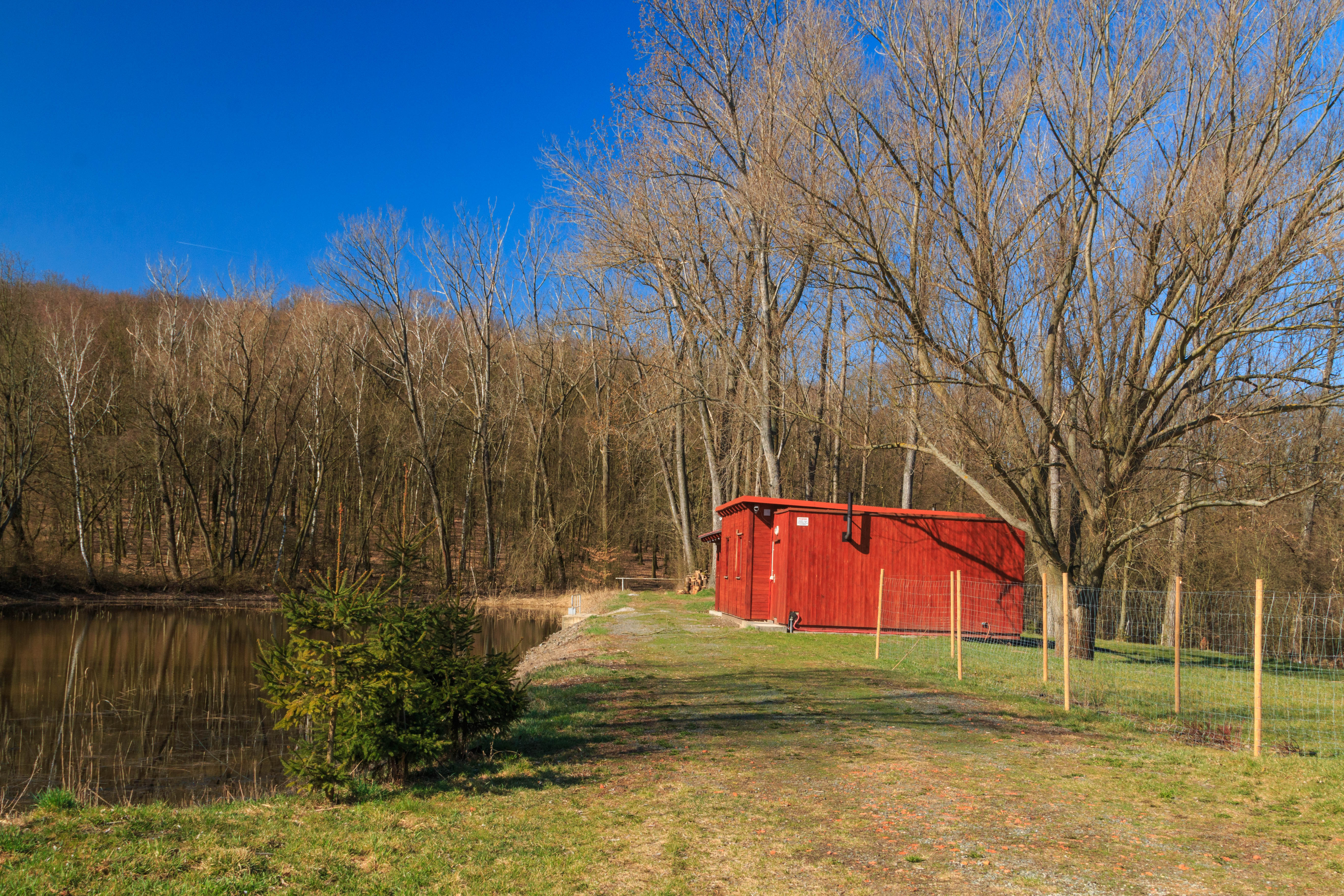
Rybníček u Michnovky s mysliveckou klubovnou
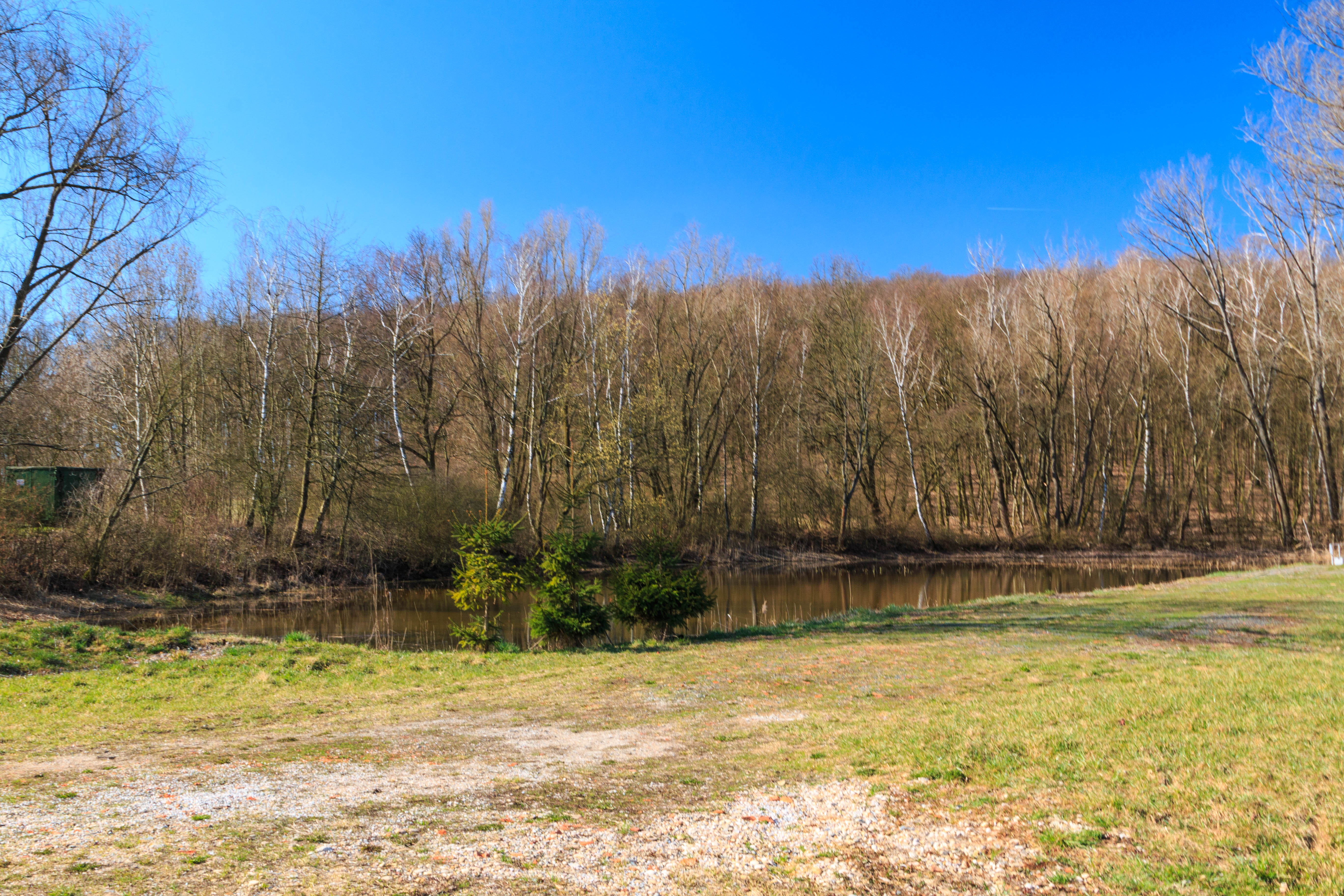
Rybníček u Michnovky